# مجلس الوزراء الكويتي (أكتوبر 2022)
مجلس الوزراء الكويتي (أكتوبر 2022) أو حكومة أحمد النواف الثانية، هي الحكومة الكويتية الحادية والأربعون في تاريخ دولة الكويت منذ الاستقلال في عام 1961. في يوم الأربعاء 5 أكتوبر 2022، أصدر سمو الشيخ مشعل الأحمد الجابر الصباح ولي عهد دولة الكويت أمر أميري بتعين سمو الشيخ أحمد نواف الأحمد الصباح رئيساً لمجلس الوزراء وتكليفه بترشيح أعضاء الحكومة ، وقد انتهى الشيخ أحمد نواف من تشكيلها أول مرة بنفس اليوم الموافق 9 ربيع الأول 1444 هـ، حيث صدر المرسوم الأميري رقم 189 لسنة 2022 بتشكيلها من قبل سمو ولي العهد الشيخ مشعل الأحمد بناءً على الأمر الأميري الصادر في 10 ربيع الآخر 1443 هـ الموافق 15 نوفمبر 2021، الذي فوض ولي العهد بممارسة بعض اختصاصات الأمير الدستورية. وفي يوم الأحد 16 أكتوبر 2022 أصدر سمو نائب الأمير ولي العهد الشيخ مشعل الأحمد الجابر الصباح المرسوم الأميري رقم 191 لسنة 2022 بأعادة تشكيل الحكومة وذالك بعد أن قدّم أعضاء مجلس الوزراء استقالتهم في يوم الخميس 6 أكتوبر 2022 بعد أعتراض أعضاء مجلس الأمة على التشكيل الوزاري ، وضم التشكيل الحكومي الجديد ثلاثة وزراء من التشكيل الحكومي السابق، مع استحداث حقيبة شؤون المرأة والطفولة. وفي يوم الثلثاء 24 يناير 2023 رفع سمو الشيخ أحمد النواف رئيس مجلس الوزراء كتاب أستقالة الحكومة إلى سمو ولي العهد الشيخ مشعل الأحمد وفي يوم الخميس 26 يناير 2023 صدر أمر أميري بقبول أستقالة رئيس مجلس الوزراء والوزراء وتكليف كل منهم في تصريف العاجل من شؤون منصبه لحين تشكيل الحكومة الجديدة

## أعضاء مجلس الوزراء

### التشكيل الثاني
أعيد تشكيل حكومة الشيخ أحمد النواف الثانية في يوم الأحد 16 أكتوبر 2022، وضمت في عضويتها ثلاثة وزراء من التشكيل الحكومي السابق، وهم وزراء الداخلية والمالية والإعلام، مع استحداث حقيبة شؤون المرأة والطفولة، وصدر مرسوم بتشكيلها على النحو الآتي:
- نائبًا أول لرئيس مجلس الوزراء ووزيرًا للداخلية: الشيخ طلال خالد الأحمد الصباح
- نائبًا لرئيس مجلس الوزراء ووزير دولة لشؤون مجلس الوزراء: براك علي الشيتان
- نائبًا لرئيس مجلس الوزراء ووزيرًا للنفط: الدكتور بدر حامد الملا
- وزيرًا للخارجية: الشيخ سالم عبدالله الجابر الصباح
- وزيرًا للدفاع: الشيخ عبدالله علي العبدالله السالم الصباح
- وزيرًا للتجارة والصناعة ووزير دولة لشؤون الاتصالات وتكنولوجيا المعلومات: مازن الناهض
- وزير دولة لشؤون البلدية: عبدالعزيز المعجل
- وزيرًا للأشغال العامة ووزيرًا للكهرباء والماء والطاقة المتجددة: أماني بوقماز
- وزيرة للشؤون الاجتماعية والتنمية المجتمعية ووزير دولة لشؤون المرأة والطفولة: المستشار مي البغلي
- وزيرًا للإعلام والثقافة ووزير دولة لشؤون الشباب: عبدالرحمن بداح المطيري
- وزيرًا للتربية ووزيرًا للتعليم العالي والبحث العلمي: الدكتور حمد العدواني
- وزيرًا للعدل ووزيرًا للأوقاف والشؤون الإسلامية ووزير دولة لشؤون تعزيز النزاهة: عبدالعزيز الماجد
- وزيرًا للصحة: الدكتور أحمد عبدالوهاب العوضي
- وزيرًا للمالية ووزير دولة للشؤون الاقتصادية والاستثمار: عبد الوهاب الرشيد
- وزير دولة لشؤون مجلس الأمة ووزير دولة لشؤون الإسكان والتطوير العمراني: عمار العجمي

### التشكيل الأول
تشكلت حكومة الشيخ أحمد النواف الثانية أول مرة في يوم ال 5 أكتوبر 2022، وضمت في عضويتها ستة وزراء من التشكيل الحكومي السابق، مع استحداث حقيبة شؤون المرأة والطفولة، إلا إن أعضاء مجلس الوزراء تقدموا باستقالتهم في يوم الخميس 6 أكتوبر 2022 قبل أداء اليمين الدستورية. وذالك أعتراض أعضاء مجلس الأمة على التشكيل الوزاري وكان مرسوم تشكيل الحكومة قد صدر على النحو الآتي:
- نائبًا أول لرئيس مجلس الوزراء ووزيرًا للداخلية: الشيخ طلال خالد الأحمد الصباح
- نائبًا لرئيس مجلس الوزراء ووزير دولة لشؤون مجلس الوزراء: الدكتور محمد عبد اللطيف الفارس
- وزيرًا للخارجية: الشيخ الدكتور أحمد ناصر المحمد الصباح
- وزيرًا للدفاع: الشيخ عبدالله علي العبد الله السالم الصباح
- وزير دولة لشؤون البلدية ووزير دولة لشؤون الاتصالات وتكنولوجيا المعلومات: الدكتورة رنا الفارس
- وزيرة للشؤون الاجتماعية والتنمية المجتمعية ووزير دولة لشؤون المرأة والطفولة: المستشار هدى الشايجي
- وزيرًا للإعلام والثقافة ووزير دولة لشؤون الشباب: عبدالرحمن بداح المطيري
- وزيرًا للتربية ووزيرًا للتعليم العالي والبحث العلمي: الدكتور مثنى الرفاعي
- وزيرًا للعدل ووزير دولة لشؤون تعزيز النزاهة ووزيرًا للأوقاف والشؤون الإسلامية: الدكتور محمد بوزبر
- وزيرًا للنفط: حسين إسماعيل محمد إسماعيل
- وزيرًا للصحة: الدكتور أحمد عبد الوهاب العوضي
- وزيرًا للمالية ووزير دولة للشؤون الاقتصادية والاستثمار: عبد الوهاب الرشيد
- وزيرًا للتجارة والصناعة: مازن الناهض
- وزير دولة لشؤون مجلس الأمة ووزير دولة لشؤون الإسكان والتطوير العمراني: الدكتور خليفة الحميدة
- وزيرًا للأشغال العامة ووزيرًا للكهرباء والماء والطاقة المتجددة: عمار محمد العجمي (اعتذر عن القبول بالمنصب الوزاري[4])

## استقالة الحكومة
في 23 يناير 2023، أعلن أحمد النواف الأحمد الصباح رئيس مجلس الوزراء خلال اجتماع مجلس الوزراء استقالة الحكومة وذالك بسبب توتر العلاقة بين الحكومة ومجلس الأمة على خلفية قانون شراء القروض الذي تقدم بأقتراحه عدد من أعضاء مجلس الأمة ورفض الحكومة له وأيضًا بسبب تقديم استجواب لنائب رئيس مجلس الوزراء ووزير الدولة لشؤون مجلس الوزراء براك الشيتان واستجواب لوزير المالية عبد الوهاب الرشيد.
في 24 يناير 2023، رفع أحمد النواف الأحمد الصباح رئيس مجلس الوزراء كتاب استقالة الحكومة إلى ولي العهد مشعل الأحمد الجابر الصباح.
وفي 26 يناير 2023، أصدر ولي العهد أمر أميري بقبول استقالة الحكومة والوزراء وتكليف كل منهم في تصريف العاجل من شؤون منصبه لحين تشكيل الحكومة الجديدة.